# Клодін Толеафоа
Клодін Толеафоа (англ. Claudine Toleafoa; нар. 28 лютого 1970) — колишня новозеландська тенісистка.
Найвищу одиночну позицію світового рейтингу — 121 місце досягла 28 січня 1991, парну — 128 місце — 17 вересня 1990 року.
Найвищим досягненням на турнірах Великого шолома було 2 коло в одиночному розряді.

## Фінали ITF
| Легенда         |
| --------------- |
| турніри $25,000 |
| турніри $10,000 |

### Одиночний розряд (0-3)
| Результат | Ранг | Дата           | Турнір                   | Покриття | Суперниця      | Рахунок       |
| --------- | ---- | -------------- | ------------------------ | -------- | -------------- | ------------- |
| Поразка   | 1.   | 20 лютого 1989 | Мельбурн, Австралія      | Тверде   | Дженін Томпсон | 1–6, 3–6      |
| Поразка   | 2.   | 19 червня 1989 | Бриндізі, Італія         | Ґрунт    | Маїдер Ляваль  | 6–4, 5–7, 1–6 |
| Поразка   | 3.   | 1 серпня 1994  | Норфолк (Вірджинія), США | Тверде   | Карін Міллер   | 6–2, 2–6, 3–6 |

### Парний розряд (3-3)
| Результат | Ранг | Дата              | Місце                             | Покриття | Партнерка          | Суперниці у фіналі           | Рахунок       |
| Поразка   | 1.   | 18 липня 1988     | Реда-Віденбрюк, Західна Німеччина | Ґрунт    | Генріке Кадзідрога | Alice Danila Габріела Діну   | 6–1, 2–6, 6–7 |
| Поразка   | 2.   | 11 червня 1989    | Мілан, Італія                     | Ґрунт    | Рут Сімен          | Яюк Басукі Сузанна Вібово    | 7–5, 4–6, 2–6 |
| Перемога  | 3.   | 18 вересня 1989   | Бангкок, Таїланд                  | Тверде   | Валда Лейк         | Паулетте Морено Карін Пташек | 7–6, 1–6, 7–5 |
| Перемога  | 4.   | 20 листопада 1989 | Bulleen, Австралія                | Тверде   | Хіракі Ріка        | Інгелісе Дрігейс Алісія Мей  | 7–6, 6–4      |
| Перемога  | 5.   | 25 липня 1994     | Роенок (Вірджинія), США           | Тверде   | Гейл Біггс         | Крістіна Бранді Карін Міллер | 4–6, 6–3, 7–5 |
| Поразка   | 6.   | 1 серпня 1994     | Норфолк (Вірджинія), США          | Тверде   | Гейл Біггс         | Карін Міллер Сенді Шуріфонґ  | 3–6, 6–4, 2–6 |